# Doumba
Doumba is een gemeente (commune) in de regio Koulikoro in Mali. De gemeente telt 7500 inwoners (2009).
De gemeente bestaat uit de volgende plaatsen:
- Babougou
- Dibaro
- Dombana
- Doumba
- Fani
- Kossaba
- Sinzani